# Sender Kronstorf
Der Sender Kronstorf war eine Sendeeinrichtung für Mittelwelle in der Nähe von Kronstorf in Oberösterreich. Er enthielt 1950/1952 bis 1956 den höchsten Sendemast Europas.

## Geschichte und Funktion
Der Sender Kronstorf wurde von 1950 bis 1952 von der amerikanischen Besatzungsmacht errichtet und diente hauptsächlich dazu, den von der Sowjetunion besetzten Teil Österreichs mit Radioprogrammen zu versorgen.
Er ging am 1. März 1952 in Betrieb und verwendete als Sendeantenne einen 274 Meter hohen und zwei 137 Meter hohe, gegen Erde isolierte abgespannte Stahlfachwerkmaste. Am 15. März 1954 wurde die Sendeeinrichtung dem ORF übergeben. 1956 wurden der 274 Meter hohe Sendemast und einer der beiden 137 Meter hohen Sendemaste demontiert und am Sender Bisamberg – leicht verkürzt – wieder aufgebaut. Ab 1967 erfolgten auch Kurzwellensendungen. Mitte der 1970er Jahre war geplant, den Sender Kronstorf zu modernisieren. Im März 1994 erfolgte die Stilllegung des Senders.
Am 26. Jänner 1995 wurde der inzwischen baufällige letzte Sendemast durch Kappen von Abspannseilen gefällt. Die beiden Bisamberger Sendemasten bestanden bis 2010, so lange war der höhere das höchste Bauwerk in Österreich.

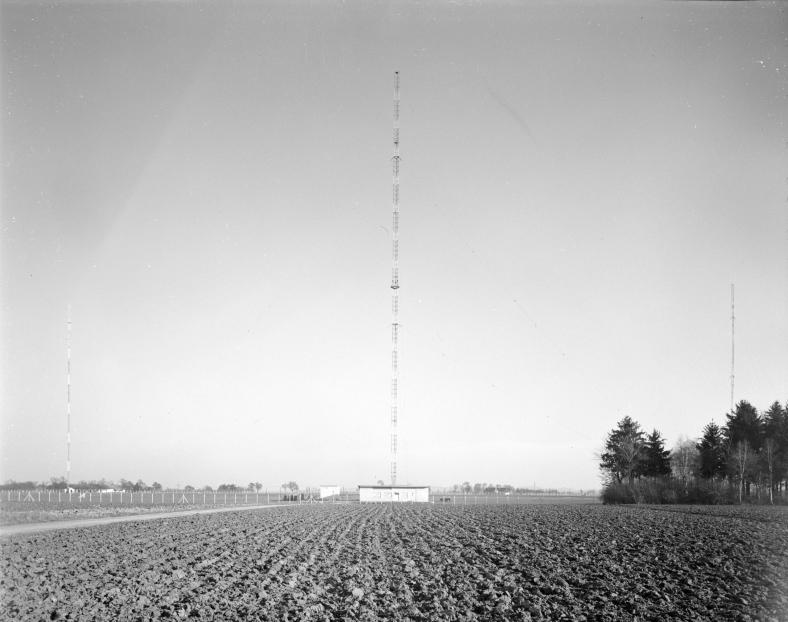
Sendeanlage mit drei Masten (1950er Jahre)
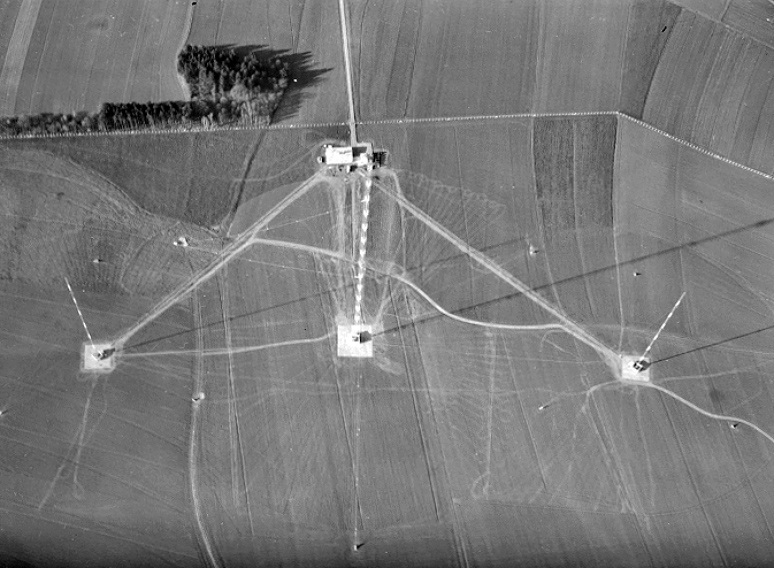
Luftbild der Anlage